# 豊前市バス

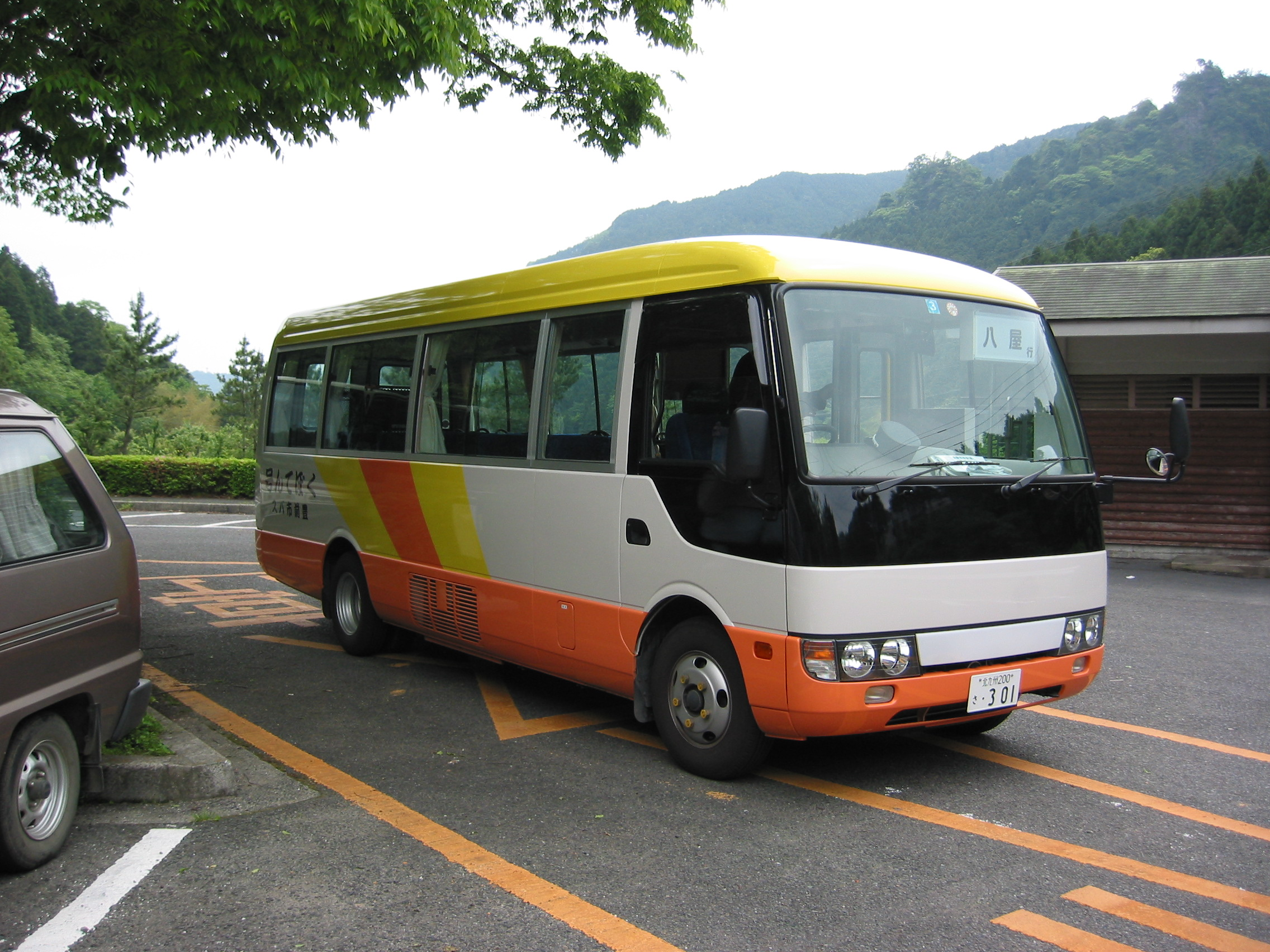
岩屋線の車両（2002年当時）

豊前市バス（ぶぜんしバス）は、福岡県豊前市が運行するコミュニティバス（廃止代替バス）である。

## 概要
西鉄バス二豊の市内路線廃止に伴い、その代替として運行開始された。
運行形態は、道路運送法の規定に基づく自家用バス（白ナンバー車）による有償運送である。
運行業務は、経費節減や市自体へのノウハウ蓄積の必要性の観点から、委託を行わず市の直営とし、運転手や運行管理者は市シルバー人材センター派遣者等を採用している。

## 運賃・ダイヤ
- 運賃は100円刻みの区間制で、小学生は半額、大人同伴の子供（小学生未満）は1人まで無料。障害者には割引制度がある。定期券、回数券もある。
  - 土日祝日は全線100円均一。
  - 運賃を100円刻みとして単純化しているのは車内に自動両替機がないためでもあり、乗車前に小銭の用意が必要である。
- 畑線、櫛狩屋線は日曜・祝祭日は運休。岩屋線、轟線は土曜ダイヤ・休日ダイヤがある。

## 沿革
- 2002年4月1日 - 運行開始。
- 2004年4月1日 - 路線・時刻変更。
  - 西鉄バス京築の中津 - 行橋線廃止に伴い、岩屋線・轟線の一部便を三毛門駅まで延長。またその他の便の一部を宇島駅乗り入れ開始[2]。
- 2005年9月1日 - 時刻変更。
  - 全路線で往復計35便を減便し、畑線と櫛狩屋線は日祝運休化。ただし三毛門駅方面は増便[3]。
- 2014年4月1日 - 土日祝日の全線100円均一運賃を本格施行。

## 路線（2022年10月改正時点）
岩屋線
- 三毛門駅 - 宇島駅 - 八屋 - 青豊高校前 - 市役所 - 千束郵便局前 - 大西 - 山内 - 合岩小学校前 - 岩屋 - 求菩提温泉卜仙の郷 - 求菩提登山口 - 求菩提資料館前
- 市民体育館前 - 宇島駅 - 八屋 - 天狗の湯 - 青豊高校前 - 市役所 - 千束郵便局前 - 大西 - 合岩小学校前 - 岩屋 - 求菩提温泉卜仙の郷 - 求菩提登山口 - 求菩提資料館前

轟線
- 三毛門駅 - 宇島駅前 - 八屋 - 青豊高校前 - 市役所 - 千束郵便局前 - 黒土 - 鬼の木 - 山内 - 合岩小学校前 - 大稗 - （松尾川内） - 轟
  - 水曜日・金曜日の往復各1便のみ、松尾川内を経由する。

畑線
- 市役所 - 青豊高校前 - 八屋 - 宇島駅 - 広山 -（道の駅豊前おこしかけ）- 豊前松江駅 - 角田中学校前 - 畑冷泉 - 山谷
- 市役所 - 青豊高校前 - 天狗の湯 - 八屋 - 宇島駅 - 市民体育館前 - 広山 - 豊前松江駅 - 角田小学校前 - 畑冷泉 - 山谷
- 三毛門駅 - 八屋 - 宇島駅 - 広山 -（道の駅豊前おこしかけ）- 豊前松江駅 - 角田小学校前 - 畑冷泉 - 山谷
  - 三毛門駅発山谷行きの1便および、山谷発市役所行きの1便のみ、道の駅豊前おこしかけを経由する。

櫛狩屋線
- 市役所 - 青豊高校前 - 八屋 - 宇島駅 - 大村小学校前 - 山田小学校前 - 梶屋 - 櫛狩屋

## 車両
岩屋線は29人乗りの車両を使用している。
- 2002年4月の運行開始時には三菱ふそう・ローザ新規購入車2台及びスクールバスからの転用車1台の計3台が投入された[1]。
- 2004年4月には路線拡張により日野・リエッセ（前扉路線仕様車）2台を増車。その後更に経年車代替でリエッセ1台が導入されている。
- 2016年2月には日野・ポンチョを追加で導入した[4][5]。

轟線は当初、岩屋線と同じ29人乗りの車両を共通で使用していたが、2010年代中頃からは畑線、櫛狩屋線と同じ15人乗り車両が共通で使用されている。
畑線、櫛狩屋線は15人乗り車両（トヨタ・ハイエース等）3台を使用している。